# PZL P.7
A PZL P.7 az 1930-as évek elején Lengyelországban kifejlesztett és sorozatban gyártott vadászrepülőgép. A PZL P.11 megjelenéséig a lengyel vadászrepülőgép-állomány gerincét képezte. Az 1939-es Lengyelország elleni német támadás idején még számos példánya szolgálatban állt. A sorozatgyártású gépek típusjelzése PZL P.7a volt.

## Története
A repülőgépet a PZL P.6 továbbfejlesztésével Zygmunt Puławski tervezte a PZL-nél. A PZL P.7/I jelű első prototípusa 1930 októberében repült, elődjétől leginkább a beépített Škoda–Bristol Jupiter VII F csillagmotorban tért el. Az első prototípus módosításával alakították ki a PZL P.7/II típusjelű második prototípust, amelynél több kisebb változtatást hajtottak végre. Legszembetűnőbb a motor köré épített   Townend-gyűrű, de javítottak a törzs orr-részén, így az kedvezőbb aerodinamikai kialakítást kapott. Megnövelték a szárnyfelületet, a vezérsíkok pedig karcsúbbak lettek. E módosított változat került végül sorozatgyártásba 1932 közepén PZL P.7a típusjellel. 
1933-ig összesen 149 db gép készült el (az első prototípust is beleszámítva 150 db). Még ugyanabban az évben szolgálatba állították a Lengyel Légierőben, ahol az alig pár éves, de elavult konstrukciójú PWS–A és a PWS–10 vadászrepülőgépeket váltotta le.  A PZL P.7a volt a lengyel légierő első teljesen fémépítésű repülőgépe. Szolgálatba állásakor világviszonylatban is a legkorszerűbb vadászrepülőgépek közé tartozott. Puławski a P.7 alapjain tervezte meg a PZL P.8 prototípust, amelybe a nagy törzskeresztmetszetet igénylő és nagy légellenállást okozó csillagmotor helyett soros motort épített.  A P.8-cal 350 km/h-s sebességet sikerült elérni. Sorozatgyártását PZL P.9 típusjellel tervezték, de Puławski 1931 márciusában bekövetkezett halála miatt ez a terv nem valósult meg.
A gépeket a légierő 1. és a 2. repülőezredének tizennégy vadászrepülő századánál állították szolgálatba. A lengyel haditengerészet 20 gép vásárlását tervezte, de a pénz hiánya miatt erre nem került sor. 1935-ben elkezdődött a P.7a utódjának, az erősebb motorral felszerelt PZL P.11-nek a sorozatgyártása, amellyel elkezdték fokozatosan leváltani a régebbi vadászrepülőgépeket. A tervek szerint a P.7a-t gyakorló repülőgépként használták volna tovább.

## Kialakítása és műszaki jellemzői
A PZL P.7a teljesen fémépítésű, felső szárnyas kialakítású vadászrepülőgép. A repülőgép szárnyai tört sirály-szárnyak (Puławski-szárny). Futóművének rugóit és lengéscsillapítóit a törzsbe építették, csökkentve ezáltal a légellenállást. A törzs elülső része rácsszerkezetű, duralból készült lemezborítással, a hátsó rész félhéj szerkezet. Az üzemanyagtartály a törzsben a motor mögött, a nyitott, egyszemélyes pilótafülke előtt kapott helyet. Fegyverzete 2 db 7,7 mm-es (később 7,92 mm-esre átalakított) Viskers E géppuska volt, amelyek a törzs oldalán, a motor mögött kaptak helyet. Lőszerjavadalmazásuk egyenként 700 db-os volt. A repülőgépet 1 db kilenc hengeres Škoda–Bristol Jupiter VII F csillagmotor hajtotta, amely 390 kW-s (520 Le) maximális teljesítményt adott le.

## Harci alkalmazása
A Lengyelország elleni német támadás időpontjáig nem sikerült az összes P.7a-t a korszerűbb P.11-gyel felváltani, így a repülő alakulatoknál 1939. szeptember 1-jén még 30 db állt szolgálatban a régebbi gépekből. További 40 db-t gyakorló repülőgépként alkalmaztak, 35 db raktárakban és javítóműhelyekben állt, 27 db gyakorlógépként alkalmazott P.7a pedig Puławyban volt tartalékba helyezve.
A PZL P.7a három repülőszázadnál, a Vadászdandár (Brygada Pościgowa) Poniatówban állomásozó 123. századánál (10 db), a Narew önálló hadműveleti csoport  Mazóviai vajdaságban állomásozó 151. századánál (10 db), valamint a Łódz hadsereg Widzewben állomásozó 162. vadász századánál állt szolgálatban.
A háború kezdetekor a PZL P.7a már eleve elavult konstrukciónak számított, teljesítményben a német repülőgépek mögött jelentősen elmaradt, fegyverzete gyenge volt. Harcértéküket az is jelentősen csökkentette, hogy a még szolgálatban álló példányok motorjai 1939-ben már erősen elhasználódott állapotban voltak. Több gépen pedig az időközben elkezdett fegyverzet cserét sem tudták befejezni, így például a 151. század repülőgépein a modernebb PWU FK 33. mintájú géppuskák helyett még a régebbi Vickers E géppuskák voltak.
A 123. század 9 repülőgépét már szeptember 1-jén német Bf 110 gépek lelőtték légiharcban. A jelentős hátrányok ellenére néhány légigyőzelmet mégis sikerült elérni a típussal. A P.7a-nak a  jó manőverező képességét kihasználva, zuhanórepülésben volt esélye a német repülőgépek ellen. Szeptember 2-án Pabianice fölött Jan Malinowski tizedes a 162. századból egy Bf 110-t lőtt le, szeptember 6-án szintén a 162. századhoz tartozó Zdzisław Ubrańczyk tizedes egy He 111 bombázót semmisített meg. Szeptember 11-én Dęblin körzetében Jerzy Pawlak a 151. századból egy Bf 109-et lőtt le.
A harcok során a PZL P.7a gépek többsége megsemmisült. Szeptember folyamán 15 db gépnek sikerült Romániába menekülnie. Ezeket a repülőgépeket Galaţiban a román hatóságok internálták, majd később a román légierőben gyakorló repülőgépként szolgálatba állították és többségüket 1943-ig használták, az utolsó két példányt 1944 januárjában vonták ki.
A Lengyelországok elfoglaló német csapatok több raktárban lévő gépet zsákmányoltak, ezek egy részét felújítás után gyakorló repülőgépként használták. A Lengyelország keleti területeit megszálló szovjet csapatok birtokába mintegy 20 db PZL P.7a került. Közülük egyet Moszkvába szállítottak tanulmányozás céljából, a többi sorsa viszont nem ismert.

## Műszaki adatai
Tömeg- és méretadatok
- Hossz: 6,98 m
- Fesztáv: 10,57 m
- Szárnyfelület: 17,90 m²
- Üres tömeg: 1090 kg
- Felszálló tömeg: 1476 kg

Motor
- Száma: 1 db
- Típusa: Škoda–Bristol Jupiter VII F
- Teljesítménye:
  - Legnagyobb teljesítmény: 390 kW (520 Le)
  - Normál üzemben: 360 kW (480 Le)

Repülési adatok
- Legnagyobb sebesség: 327 km/h (4000 m-en)
- Leszálló sebesség: 104 km/h
- Emelkedő képesség: 10,4 m/s
- Hatósugár 600 km
- Szolgálati csúcsmagasság: 8500 m
- Felszállási úthossz: 215 m
- Kigurulási úthossz: 150 m